# آيت وادوز لوطا (أغمات)
آيت وادوز لوطا هي إحدى مشيخات المملكة المغربية، تتبع جغرافيا لإقليم الحوز وإداريًا لأغمات. يقدر عدد سكانها بـ 13018 نسمة حسب الإحصاء الرسمي للسكان والسكنى لسنة 2004.